# Валенко Євгеній Ігорович
Євге́ній І́горович Валенко (нар. 1 листопада 1984, Керч, Кримська область, Українська РСР, СРСР) — колишній український футзаліст. Грав за національну збірну України з футзалу у 2009-2016 роках. Майстер спорту України.

## Юність та клубна кар'єра
Починав грати у футбол у різних шкільних клубах. Пізніше батько відвів сина у ДЮСШ. Євгеній був на три роки молодших за інших хлопців, але почав займатися у тренера Григорія Володимировича Огієнка. Через відсутність подальших перспектив з переходу на вищий рівень у рідній Керчі, Євгеній поїхав до Кримського вищого училища олімпійського резерву, звідки отримав запрошення.
Після закінчення КВУОР отримав пару хороших пропозицій з Росії і поїхав туди на перегляд. Валенко зіграв один матч за ФК «Моздок», але через погані умови швидко залишив цей клуб.
Після повернення в Україну, перейшов у футзал і приєднався до клубу "Динамо-ЮРІН», що виступав у Першій лізі. Ця команда відносилася до Кримського юридичного інституту, який був філіалом Харківського національного університету внутрішніх справ. Валенко дуже вдало провів дебютний сезон на професійному рівні і керівництво ХНУВС перевело його на навчання у Харків, де він почав виступати за «Олександр», який представляв університет у Вищій лізі чемпіонату України.
У 2005 році у складі команди, створеної на базі Харківського національного університету внутрішніх справ, переміг на чемпіонаті світу серед поліцейських за версією WISPA, причому забив у фіналі один із голів у ворота іспанців.
На початку 2007 року перейшов на правах оренди, розрахованої на друге коло чемпіонату, у донецький «Шахтар».
Перед стартом сезону 2007/08 перебрався до івано-франківського «Урагану».
Став єдиним гравцем «Урагану», який зіграв в усіх матчах прикарпатської команди в сезонах 2008/09 та 2009/10, тож не дивно, що літом 2010 року уклав новий 3-річний контракт з клубом.
Після завершення сезону 2013/14 через фінансові проблеми «Урагану» отримав статус вільного агента і перебрався в бакинський «Фенер».
Літом 2015 року, після розформування «Фенеру», мав декілька пропозицій від провідних клубів Росії та України, але Валенка не влаштували фінансові умови і тому лише в кінці вересня він опинився у харківському «Локомотиві». Провівши у стані «залізничників» один сезон і допомігши клубу виграти Кубок України та завоювати срібні нагороди чемпіонату Валенко отримав статус вільного агента.
У червні 2016 року приєднався до сербського чемпіона — «Економаца». У складі 11-разового чемпіона Сербії провів у сезоні 21 гру і відзначився 15 влучними ударами в чемпіонаті, ставши в підсумку володарем золотих медалей та Кубка Сербії у 2017 році.  
Перед стартом сезону 2017/18 перейшов в казахстанський «Актобе». За казахський гранд провів у подальшому п'ять сезонів, здобувши з ним срібні медалі чемпіонату та Кубок Казахстану у 2018 році. Загалом на його рахунку 118 матчів за «Актобе» у найвищому дивізіоні, у яких він забив 64 м'ячі.

## Виступи за збірні
13 березня 2009 року у двадцятичотирирічному віці дебютував у складі національної збірної України у неофіційній товариській грі проти першолігової «Фортеці» (Кам'янець-Подільський) і одразу відзначився забитим голом. Офіційний дебют відбувся у матчі відбору на Євро-2010 19 березня цього ж року у матчі проти збірної Андори.

## Особисте життя

### Родина
Одружений, має двох синів.

## Нагороди і досягнення

### Командні
ХНУВС
 Переможець європейського розіграшу Кубка серед команд силових структур

 Чемпіон світу серед поліцейських за версією WISPA: 2005 р.
 «Ураган»
 Чемпіон України: 2010/11

 Срібний призер чемпіонату України: 2012/13

 Бронзовий призер чемпіонату України (2): 2011/12, 2013/14
- Володар Суперкубка України: 2011

 «Фенер»
 Срібний призер чемпіонату Азербайджану: 2014/15
- Володар Кубка Азербайджану: 2014/15

 «Локомотив» (Харків)
 Срібний призер чемпіонату України: 2015/16

- Володар Кубка України: 2015/16

 «Економац»
 Чемпіон Сербії: 2016/17
- Володар Кубка Сербії: 2016/17

 «Актобе»
 Срібний призер чемпіонату Казахстану: 2017/18

- Володар Кубка Казахстану: 2018

### Особисті
- Найбільше разів визнаний найкращим у Екстра-лізі: 2012/13

### Відеофрагменти
- Голи Євгенія Валенка у домашніх матчах у чемпіонаті України сезону 2010/11 на YouTube